# Pago Veiano
Pago Veiano là một đô thị ở tỉnh Benevento trong vùng Campania, có vị trí khoảng 70 km về phía đông bắc của Napoli và khoảng 15 km về phía đông bắc của Benevento. Tại thời điểm ngày 31 tháng 12 năm 2004, đô thị này có dân số 2.617 người và diện tích là 23,7 km².
Pago Veiano giáp các đô thị: Paduli, Pesco Sannita, Pietrelcina, San Giorgio La Molara, San Marco dei Cavoti.